# 1903-as argentin labdarúgó-bajnokság (első osztály)
Az 1903-as Primera División volt a 12. alkalommal megrendezett, legmagasabb szintű labdarúgó-bajnokság Argentínában.
A címvédő az Alumni volt. A bajnokságot újra az Alumni csapata nyerte meg, a bajnokság történetében negyedjére.

## Tabella
| Hely. | Csapat     | M  | Gy | D | V  | G+ | G– | Gk  | P  | Továbbjutás vagy kiesés |
| ----- | ---------- | -- | -- | - | -- | -- | -- | --- | -- | ----------------------- |
| 1.    | Alumni (B) | 10 | 9  | 0 | 1  | 40 | 4  | +36 | 18 | Bajnokcsapat            |
| 2.    | Belgrano   | 10 | 7  | 1 | 2  | 21 | 11 | +10 | 15 |                         |
| 3.    | Barracas   | 10 | 5  | 1 | 4  | 22 | 13 | +9  | 11 |                         |
| 4.    | Lomas      | 10 | 2  | 4 | 4  | 17 | 17 | 0   | 8  |                         |
| 5.    | Quilmes    | 10 | 3  | 2 | 5  | 14 | 22 | −8  | 8  |                         |
| 6.    | Flores     | 10 | 0  | 0 | 10 | 2  | 49 | −47 | 0  |                         |